# Opečnik (potok)
Opečnik je levi pritok reke Iške. Izvira v bližini naselja Rudolfovo.